# Leptoperga brunnea
Leptoperga brunnea – gatunek błonkówki z rodziny Pergidae, jedyny przedstawiciel rodzaju Leptoperga.

## Taksonomia
Gatunek ten został opisany w 1970 roku przez Edgara Rieka. Jako miejsce typowe podano miejscowość Bunya Mountains w australijskim stanie Queensland. Holotypem była samica.. 

## Zasięg występowania
Gatunek ten występuje w Australii. Notowany w stanach Nowa Południowa Walia oraz Queensland